# Espelho editorial
O espelho editorial é um gráfico que simula a distribuição do conteúdo de um projeto editorial em revistas. Matérias, seções, colunas e anúncios são estruturados dentro do espelho. Seu principal objetivo é determinar o fluxo do material e seu número de páginas, assim mapeando o conteúdo da edição. Sabe-se que o conteúdo das revistas muda a cada edição, ou seja há variáveis de texto e imagens. O espelho ajuda a determinar a sequência do conteúdo da edição.

## Anúncios
A estrutura de determinadas publicações segue como base a política adotada para colocação de anúncios, assim os anúncios são vendidos em lugares determinados, preferencialmente nas páginas impares devido a tendência dos leitores folhearem e vê-las primeiro, porém as páginas pares são consideradas por muitos editores melhores para o editorial, porque o leitor lê os títulos antes. Os anúncios são de extrema importância para publicação por gerar parte de seus lucro tornando a revista independente de instituições públicas, assim praticando sua liberdade de expressão.

## Miolo Nobre
Uma das formas de se desenhar um espelho é o miolo nobre, sua intenção e concentrar as matérias mais longas no centro da publicação sem interrupção de anúncios, com intuito de gerar mais impacto visual. O inicio possui seções e matérias curtas e continua em um ritmo crescente com matérias mais expressivas em seu decorrer. A vantagem é a valorização das matérias e diferenciação entre editorial e publicidade.

## Zigue-Zague
O conteúdo é organizado de maneira mais intercalada, reservando o espaço central às páginas de publicidade, se dividindo em blocos de seções ou matérias, sem interrupção. Um modelo ideal para anunciantes.

## Sobe e Desce
Um jeito mais confuso de se organizar a publicação, as matérias e seções de impacto são seguidas por matérias ou seções menos fortes. Os Anúncios são distribuídos entre as matérias, ao lado das seções ou na abertura das matérias.

## Ligações Externas
- Exemplo de Espelho Digital de um trabalho de formatura.